# 加格列净
加格列净（分子式：C25H29ClO6，化学名：(1S)-1,5-脱水-1-C-[3-[4-[(1α,3α,5α)-双环[3.1.0]己-3-基氧基]苄基-4-氯苯基]-D-葡萄糖醇）是一种由四环医药研发的实验性SGLT2抑制剂，用于治疗糖尿病。
它可以2-氯-5-溴苯甲酸和3-环戊烯-1-醇为原料，经多步反应制得。